# Anton Braun
Anton Braun (Berlín, 28 de abril de 1990) es un deportista alemán que compitió en remo.
Ganó dos medallas de plata en el Campeonato Mundial de Remo, en los años 2013 y 2015, y tres medallas en el Campeonato Europeo de Remo entre los años 2013 y 2015.
Participó en dos Juegos Olímpicos de Verano, en los años 2012 y 2016, ocupando el séptimo lugar en Londres 2012, en la prueba de dos sin timonel.

## Palmarés internacional
| Campeonato Mundial | Campeonato Mundial      | Campeonato Mundial | Campeonato Mundial |
| Año                | Lugar                   | Medalla            | Prueba             |
| ------------------ | ----------------------- | ------------------ | ------------------ |
| 2013               | Chungju (Corea del Sur) | Medalla de plata   | Ocho con timonel   |
| 2015               | Aiguebelette (Francia)  | Medalla de plata   | Ocho con timonel   |
| Campeonato Europeo |                         |                    |                    |
| Año                | Lugar                   | Medalla            | Prueba             |
| 2013               | Sevilla (España)        | Medalla de oro     | Ocho con timonel   |
| 2014               | Belgrado (Serbia)       | Medalla de bronce  | Dos sin timonel    |
| 2015               | Poznań (Polonia)        | Medalla de oro     | Ocho con timonel   |